# Vescomtat de Miranda
El Vescomtat de Miranda va ser un títol nobiliari espanyol, un vescomtat previ creat pel rei Ferran VII en 1816 a favor de Rafael-María de Barberá-Puigmoltó y de la Tonda, abans de concedir-li la dignitat de comte de Torrefiel, que li va ser atorgada el 16 d'agost d'aquest mateix any. En virtut de la seva naturalesa de vescomtat previ, el títol es va suprimir quan el comtat de Torrefiel li va ser lliurat al beneficiat.
El titular va ser Tinent Coronel de Cavalleria, Ajudant de camp del general Bessieres.
Al seu net, Enric Puigmoltó i Mayans (1828-1900), III comte de Torrefiel, se li va atorgar també el Vescomtat de Miranda, però aquesta vegada amb caràcter perpetu i hereditari, el 28 de desembre de 1857, per la reina Isabel II, de qui era amant; a ell se li atribueix la paternitat del rei Alfons XII.